# Paul-Aimé Martin
Paul-Aimé Martin (né le 11 février 1917 à Saint-Laurent, et mort le 26 septembre 2001 à Montréal) est un prêtre catholique québécois de la Congrégation de Sainte-Croix. Il est connu pour être le fondateur de la maison d’édition Fides et d’avoir été le directeur général jusqu'en 1978.

## Histoire

### Enfance
Paul-Aimé Martin est né le 11 février 1917, à Saint-Laurent, de l’union de J-Arthur Martin et Laurida Deguire. Aîné d’une famille de six enfants, il reste chez sa grand-mère pendant que le reste de sa famille va vivre à Montréal, dans le quartier Sainte-Cunégonde, de l’âge de 3 ans jusqu’à son entrée au noviciat. Le contact avec des membres de la Congrégation de Sainte-Croix, ainsi que la présence de deux oncles religieux, dont le Père Deguire qui lui sera comme un père, l’amène à embrasser la prêtrise.

### Prêtrise et bibliothéconomie
Il rentre au noviciat des Pères de Sainte-Croix le 2 août 1933. Dès son entrée au scolasticat, il participe à la rédaction du journal de l’organisation Jeunesse étudiante chrétienne (JEC) et mets sur pied un groupe d’étudiants de rédaction de fiches de lecture qui sont diffusées à l’interne. À la suite d'une déclaration du supérieur dans une conférence de problème financier du scolasticat, il propose de les faire publier et de les vendre, comme possible source de revenus pour le scolasticat. Le projet est accepté, notamment avec l’aide du Père Deguire, et le premier numéro de la revue Mes Fiches est publié en mars 1937. En février 1940, il devient officiellement prêtre et exerce son ministère à l'Oratoire Saint-Joseph, et obtient sa licence en théologie trois mois plus tard. En même temps de la revue, il collabore à la création de la revue mensuelle Cahier d'action catholique de la JEC, dans le même format et style que Mes Fiches; dont il est rédacteur jusqu'en juin 1941 et où il écrit des articles sur la spiritualité sous le nom de J-H Langoumois. 
Il participe à la création de la Bibliothèque de Saint-Sulpice, allant en Europe pour garnir les rayons de l’établissement. Il participe en 1937, avec Marie-Claire Daveluy, Aegidius Fauteux et père Émile Deguire, à la fondation de l'École de bibliothécaires,; auparavant, seule l'Université de McGill offrait un cursus similaire, mais en anglais seulement. Il sera parmi les premiers étudiants à y étudier, en plus d'être le secrétaire adjoint de 1940 à 1942 et donner un cours sur la classification de 1940 à 1955. Il participe à la fondation de l'Association canadienne des bibliothèques d'institutions en 1943, dont il sera deux fois président.

### Éditions Fides
Devant le succès de la revue Mes Fiches, et de la réédition d’ouvrages français au début de la Seconde Guerre mondiale, le père Martin convint la direction de la Congrégation de Sainte-Croix d’approuver son projet de maison d’édition, donnant naissance aux Éditions Fides le 20 août 1942. Avec l’écrivain Savard et son secrétaire Lacourisère, il participe à l’élaboration de la Collection du Nénuphar, qui est lancé en 1944 et qui leur donne une place; le milieu intellectuel de l’époque jugeait comme trop tôt pour pouvoir désigner une œuvre dans le répertoire québécois comme classique.
Il profite de ses voyages, et sous l’impulsion de son frère Victor, directeur de Fides en ce moment, pour ouvrir des succursales et des dépôts à travers le Canada, donnant à chaque fois un discours sur la mission de Fides dans la propagande catholique de la bonne lecture. Il participe grandement à l’implantation d’une succursale à Paris en 1949. Il l’installe dans le même immeuble qu’il achète au nom de la congrégation pour loger les étudiants allant étudier à l’Institut catholique ou à la Sorbonne, avant de le déplacer dans un immeuble commercial au 120 boulevard Raspail. Le père Martin doit faire plusieurs voyages en Europe pour régler les problèmes de la succursale, en même temps de trouver de nouvelles ententes chez ses fournisseurs et importateurs pour la maison d’édition. Il doit cependant se résoudre à fermer la succursale en 1963.
	Or, au tournant des années 60, doit gérer plusieurs problèmes qui frappent Fides. Il doit défendre la revue L’Élève, qui subit des critiques ouvertes de toute part depuis le rapport du comité d’évaluation des ouvrages scolaires de la Commission des écoles catholiques de Montréal (CÉCM) qui recommande son interdiction. Cependant, son intervention dans une lettre ouverte à La Presse amène d’autres personnes à écrire et à dénoncer la revue. Il est amené à la Commission Bouchard pour représenter Fides en tant qu’éditeur en chef et de parler de la revue, à la suite de la décision du commissaire d’étendre son enquête sur les revues scolaires. Il doit de nouveau faire une sortie publique, à la suite du rapport Bouchard qui blâme Fides et la revue L’Élève. Après des années financières difficiles et la baisse de publications, il profite du fait que le conseil d’administration décide de changer la structure de Fides pour prendre sa retraite le 16 mai 1978, en remettant sa démission.

### Années post-Fides
Après quelques années de retraite, il devient le directeur du Centre biblique de l'archevêché de Montréal de 1980 à 1987, et par après le directeur de la Bibliothèque du Grand Séminaire de Montréal de 1990 à 1992,.
Il meurt le 26 septembre 2001 au Centre hospitalier de St. Mary, à Montréal. Il est enterré au Cimetière Saint-Laurent de la communauté de Sainte-Croix, dans l'arrondissement du même nom.

## Honneurs
- 1987 - Ordre des francophones d'Amérique
- 1991 - Membre de l'Ordre du Canada
- 1997 - Prix Fleury-Mesplet
- 1999 - Officier de l'Ordre national du Québec